# 村山士郎
村山 士郎（むらやま しろう、1944年6月11日 - ）は、日本の教育学者。専門は教育社会学。大東文化大学名誉教授。

## 来歴
山形県東根市出身。1977年東京大学大学院教育学研究科博士課程満期退学。1983年「ロシア革命と教育革命」で東京大学より教育学博士の学位を取得。大東文化大学助教授、教授。2015年退任。日本作文の会常任委員会副委員長。教育科学研究会常任委員。

## 著書
- ロシア革命と教育改革 （労働旬報社、1980年5月）
- 現代の教育実践と教師 （民衆社、1984年1月）
- 子どもへのねがいと教育参加 （駒草出版、1984年1月）
- 生活綴方実践論（青木書店、1985年）
- 子どもの喜びと学校づくり（新日本出版社、1988年）
- 素顔を見せない子どもたち 閉ざされた世界をどうひらくか（大月書店、1988年）
- 豊かさ時代の子どもと学校（新生出版、1991年）
- われら新米教師（新生出版、1993年）
- 閉ざされた感情の奥にある 子どもの心の叫びを聞け（学陽書房、1994年）
- いじめの世界が見えてきた（大月書店、1996年）
- フツーの顔をしたあぶない子どもたち（桐書房、1997年）
- 私の学童保育論（桐書房、1998年）
- ソビエト型教育の形成と学校コミューン（大月書店、1999年）
- 子どもの攻撃性にひそむメッセージ （柏書房、1999年）
- なぜ「よい子」が暴発するか（大月書店、2000年）
- 希望としての学力 豊かなことばと表現が学力の土台（桐書房、2003年）
- 事件に走った少女たち（新日本出版社、2005年）
- 現代の子どもと生活綴方実践（新読書社、2007年）
- 豊かなことば育ちが心と学力の基礎（本の泉社、2009年）

## 共編著
- 生活綴方実践の創造 （編著、民衆社、1981年8月）
- 中学生いじめ自殺事件 青森県・野辺地中学校のケースを追う（佐貫浩・久冨善之共著、労働旬報社、1986年）
- ペレストロイカと教育 （所伸一共編、大月書店、1991年8月）
- ムカつく子ども・荒れる学校 いま、どう立ち向かうか （編著、桐書房、1998年5月）
- いじめ自殺 6つの事件と子ども・学校のいま （教育科学研究会・久冨善之共編、国土社、1999年8月）
- 衰退する子どもの人間力 「学級崩壊」にどう対応するか （石田一宏共著、大月書店、2000年4月）
- 子どもと読みたい100の児童詩 （編著、大月書店、2003年5月）
- 失敗だらけの新人教師 （氏岡真弓共編著、大月書店、2005年5月）
- 明日の授業に使える小学校国語 （西條昭男共編、大月書店、2007年2月）
- いじめ自殺子どもたちの叫び （石元巌・高田公子共編著、大月書店、2007年4月）
- 聞いてよ!こころのつぶやきと叫び 続・子どもと読みたい100の児童詩 （編著、本の泉社、2009年7月）
- いじめのきもち（編著、童心社、2013年5月）

## 翻訳
- 人生のはじめ マルシャーク自伝 （北畑静子共訳、1968年、理論社のジュニア・ライブラリー）
- 発達と教育 （ゲ・エス・コスチューク 共訳、明治図書出版、1982年10月、海外名著選）